# All I Ever Wanted (album)
All I Ever Wanted je četvrti studijski album američke kantautorice Kelly Clarkson. Najavni singl za album "My Life Would Suck Without You" objavljen je početkom siječnja 2009., a postao je hit diljem svijeta. Kasnije slijede još 3 singla "I Do Not Hook Up", "Already Gone" i "All I Ever Wanted".

## Pozadina
Clarkson je na albumu radila s producentom i pjevačem sastava OneRepublica, Ryanom Tedderom. Tedder je za časopis Digital Spy izjavio kako pjesme imaju velike refrene i jake bubnjeve, također je izjavio da su pjesme na albumu pod velikim utjecajem sastava Garbage. Dvije pjesme s albuma napisala je Katy Perry, "Long Shot" i "I Do Not Hook Up", koje su prvobitno trebale biti na njenom albumu Katy Perry (album), no izlazak albuma je otkazan jer diskografska kuća nije znala kako bi promovirala Perry.

## Singlovi
- "My Life Would Suck Without You" je najavni singl za album. Singl je objavljen 13. siječnja 2009. godine. U spotu za singl Clarkson i njen dečko rade ludosti kao pravi zaljubljeni par. Singl je postao veliki hit diljem svijeta dospjevši do broja 1 na ljestvicama u Ujedinjenom Kraljevstvu, SAD-u, Kanadi i Mađarskoj.
- "I Do Not Hook Up" je drugi singl s albuma. Objavljen je 14. travnja 2009. godine. Redatelj spota je Bryan Barber. Pjesma se nije visoko plasirala na glazbenim ljestvicama kao prethodni singl.
- "Already Gone" je treći singl s albuma. Objavljen je 11. kolovoza 2009. godine. Plasirao se daleko bolje od prethodnog singla na ljestvicama.
- "All I Ever Wanted" je naslovna pjesma albuma, ujedno i četvrti singl. Objavljen je 9. ožujka 2010. godine u Sjevernoj Americi.

## Popis pjesama
| Br. | Skladba                          | Tekstopisac                                                         | Producent             | Trajanje |
| --- | -------------------------------- | ------------------------------------------------------------------- | --------------------- | -------- |
| 1.  | »My Life Would Suck Without You« | Lukasz "Dr Luke" Gottwald, Claude                                   | Dr. Luke, Martin      | 3:33     |
| 2.  | »I Do Not Hook Up«               | Katy Perry, Kara DioGuardi, Greg Wells                              | Howard Benson         | 3:22     |
| 3.  | »Cry«                            | Kelly Clarkson, Jason Halbert, Mark Lee Townsend                    | Benson                | 3:34     |
| 4.  | »Don't Let Me Stop You«          | Andreas "Quiz" Romdhane, Josef Larossi, Mats Valentin, Claude Kelly | Benson                | 3:20     |
| 5.  | »All I Ever Wanted«              | Sam Watters, Louis Biancaniello, Dameon Aranda                      | Biancaniello, Watters | 3:59     |
| 6.  | »Already Gone«                   | Clarkson, Ryan Tedder                                               | Tedder                | 4:41     |
| 7.  | »If I Can't Have You«            | Clarkson, Tedder                                                    | Tedder                | 3:39     |
| 8.  | »Save You«                       | Tedder, Aimée Proal                                                 | Tedder                | 4:03     |
| 9.  | »Whyyawannabringmedown«          | Watters, Biancaniello, Aranda                                       | Biancaniello, Watters | 2:42     |
| 10. | »Long Shot«                      | Perry, Glen Ballard, Matt Thiessen                                  | Benson                | 3:36     |
| 11. | »Impossible«                     | Clarkson, Tedder                                                    | Tedder                | 3:23     |
| 12. | »Ready«                          | Clarkson, Aben Eubanks, Halbert                                     | Benson                | 3:05     |
| 13. | »I Want You«                     | Clarkson, Joakim Åhlund                                             | Biancaniello, Watters | 3:31     |
| 14. | »If No One Will Listen«          | Keri Noble                                                          | Clarkson              | 4:03     |

| 1. | »Tip of My Tongue«      | Tedder                             | 4:18 |
| 2. | »The Day We Fell Apart« | Dre & Vidal, Biancaniello, Watters | 4:03 |

| 13. | »Can We Go Back« | Benson | 2:52 |

## Ljestvice
| Ljestvice (2009.)      | Najviša pozicija |
| ---------------------- | ---------------- |
| Australija             | 2                |
| Austrija               | 4                |
| Belgija (Flandrija)    | 6                |
| Belgija (Valonija)     | 45               |
| Finska                 | 32               |
| Italija                | 48               |
| Irska                  | 4                |
| Kanada                 | 2                |
| Meksiko                | 28               |
| Nizozemska             | 6                |
| Novi Zeland            | 6                |
| Njemačka               | 4                |
| SAD (Billboard 200)    | 1                |
| Španjolska             | 40               |
| Švedska                | 15               |
| Švicarska              | 7                |
| Ujedinjeno Kraljevstvo | 3                |

## Povijest objavljivanja
| Država                 | Datum             | Izdavač                  |
| ---------------------- | ----------------- | ------------------------ |
| Irska                  | 6. ožujka 2009.   | Sony Music Entertainment |
| Njemačka               | 6. ožujka 2009.   | Sony Music Entertainment |
| Australija             | 6. ožujka 2009.   | Sony Music Entertainment |
| Hong Kong              | 9. ožujka 2009.   | Sony Music Entertainment |
| Poljska                | 9. ožujka 2009.   | Sony Music Entertainment |
| Novi Zeland            | 9. ožujka 2009.   | Sony Music Entertainment |
| Ujedinjeno Kraljevstvo | 9. ožujka 2009.   | RCA Records              |
| SAD                    | 10. ožujka 2009.  | RCA Records              |
| Kanada                 | 10. ožujka 2009.  | Sony Music Entertainment |
| Južna Koreja           | 10. ožujka 2009.  | Sony Music Entertainment |
| Meksiko                | 10. ožujka 2009.  | Sony Music Entertainment |
| Nizozemska             | 10. ožujka 2009.  | Sony Music Entertainment |
| Filipini               | 10. ožujka 2009.  | Sony Music Entertainment |
| Tajvan                 | 10. ožujka 2009.  | Sony Music Entertainment |
| Brazil                 | 11. ožujka 2009.  | Sony Music Entertainment |
| Švedska                | 11. ožujka 2009.  | Sony Music Entertainment |
| Italija                | 13. ožujka 2009.  | Sony Music Entertainment |
| Singapur               | 13. ožujka 2009.  | Sony Music Entertainment |
| Japan                  | 25. ožujka 2009.  | Sony Music Japan         |
| Japan (Deluxe izdanje) | 13. svibnja 2009. | Sony Music Japan         |